# 賞状
賞状（しょうじょう）とは、秀でた成績を収めた者や功労のあった者に対して贈られる書状。

## 概要
頭書には「賞状」「表彰状」「認定証」「感謝状」といった字句が入る。それに続いて、贈られる者の名前、成績や功労を讃える文章、賞状を贈る年月日、贈る側の者の名前が入る。文字は原則として毛筆だが、近年は印刷のものも多い。
紙は白地またはクリーム地のものが多い。形式としては紙の方向と文字の配置によって横型縦書きや縦型横書きなどの賞状がある。枠には鳳凰柄（上側に鳳凰や白龍、雲など、下側に桐の葉を配したもの。上側の中央―鳳凰や龍の頭が向き合う部分―には贈呈機関の紋章が挿入されることもある）が多く用いられるが、花柄や無地のものも用いられる。
良い成績など褒め称えることばを書いて与えるために使用される賞状作成のための用紙を賞状用紙という。最近はパソコンで編集してプリントできる賞状用紙も市販されている。
賞状は賞状額に入れて飾られたり、丸筒などに入れて保管される。
なお、賞状の授与の際に用いられる式典用品として賞状盆がある。